# Ильин, Яков Наумович
Яков Наумович Ильин (при рождении Яков Ноевич Мендельцвайг; 10 (23) октября 1905, Киев — 20 декабря 1932, Москва) — русский советский писатель
, редактор и журналист, корреспондент.

## Биография
Родился в Киеве в семье Бенциона-Нояха Вольковича Мендельцвайга. С 1922 года работал на заводе «Красная Пресня», дважды избирался членом ЦК ВЛКСМ. Работал в газете «Комсомольская правда» (член редколлегии и заместитель главного редактора) и с 1929 года — в газете «Правда». В 1925 году принял участие в коллективном сборнике «Комсомолец, на трактор!». Первый сборник рассказов «Жители фабричного двора» вышел в 1928 году. Участник группы «Литфонт» (1930). Член ВКП(б) с 1924 года.
В 1932 году был составителем коллективного сборника «Люди Сталинградского тракторного» (М.: Молодая гвардия, 1932), был корреспондентом «Правды» на строительстве этого завода и руководил выпуском заводской газеты. В том же году закончил свою книгу «Шестое чувство» (М., 1933). Незаконченный производственный роман «Большой конвейер» опубликован посмертно (1934, журнал «Роман-газета»; книжные переиздания — 1934, 1936, 1957, 1960). Отмечается, что автор романа был заворожён величием техники, воспевал её могущество, а также показал роль американских инженеров в строительстве Сталинградского тракторного завода. Сохранились дневники Я. Н. Ильина.

## Семья
Сёстры — Бетти Николаевна Глан (1904—1992), режиссёр, журналист, директор ЦПКиО имени Горького, жена секретаря ЦК КПЮ Милана Горкича; Розалия Наумовна Мандельцвайг (1908—?), литератор, выпускница Литературного института имени А. М. Горького.
Брат — Борис Наумович Мандельцвейг (1900—1960), инженер, журналист, переводчик, редактор, сотрудник Иноиздата.

## Книги
- Жители фабричного двора: Очерки и рассказы. — М.: Молодая гвардия, 1928.
- И. Б. Шейнман и Я. Н. Ильин. Что я видел в Америке. Что я сделал в СССР. — М.: Советская литература, 1934. — 169 с.
- Люди Сталинградского тракторного. — М.: Молодая гвардия, 1934. — 491 с.
- Большой конвейер. М.: Молодая гвардия, 1934 — 383 с.; М.: Государственное издательство художественной литературы, 1957. — 397 с.; М.: Советский писатель, 1960. — 424 с.
- Бадӟым конвейер. Bерыктӥз Григорий Медведев / На удмуртском языке. — Ижевск: Госиздат, 1935.